# Кинофобия

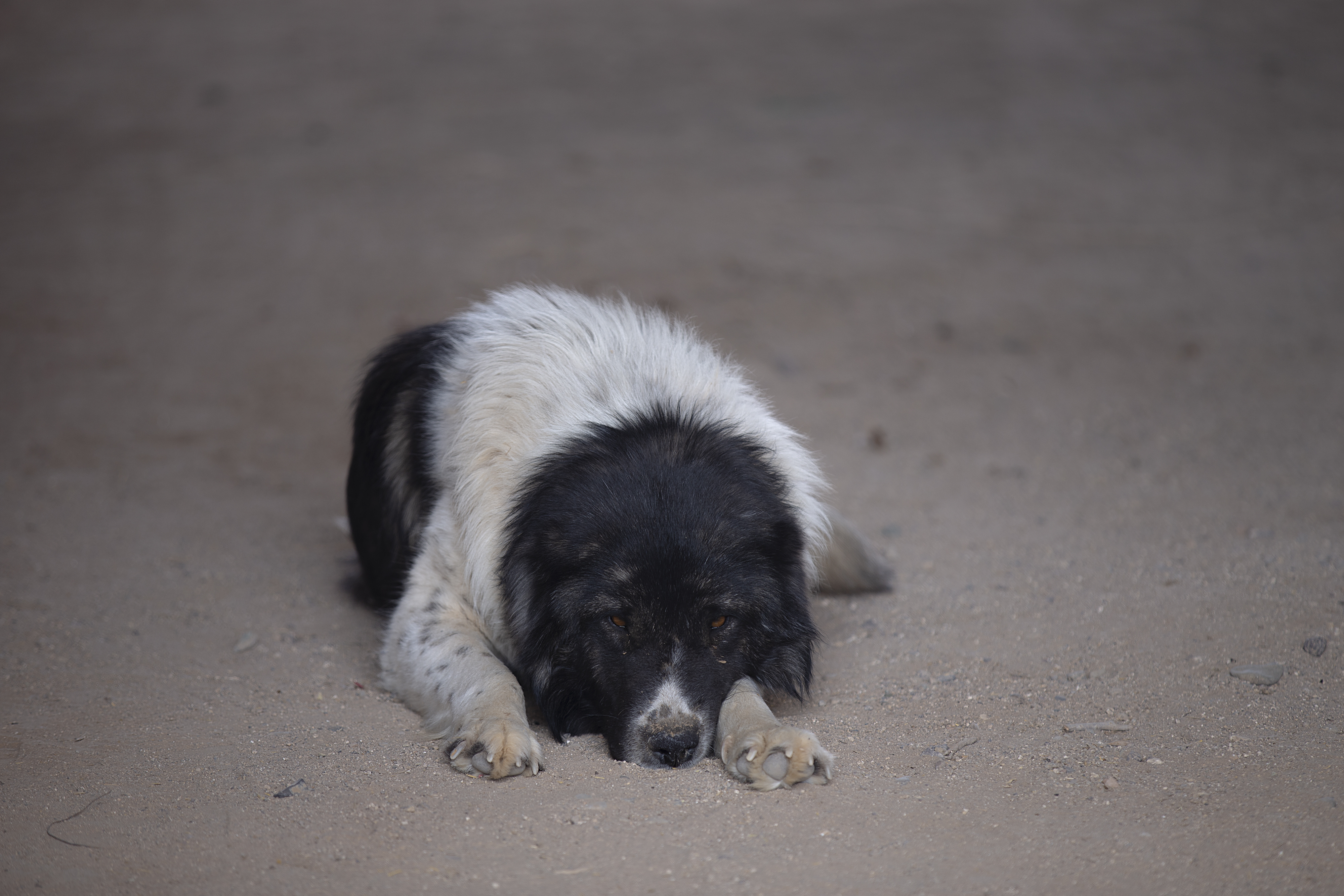
Собака — объект страха кинофобов

Кинофобия (от греч. κύων, κυνός — собака и φόβος — страх, боязнь) — психическое расстройство, фобия (иррациональный страх), объектом которой являются собаки. Кинофобия может появляться у людей, которых укусила или которым принесла сильный стресс собака. Около 1/50 людей страдает кинофобией.

## Описание
Чаще всего, кинофобия возникает от негативного опыта с участием собаки: погоней, укусом и тому подобному. У детей страх может появиться просто от большой собаки, или от частых предупреждений родителей об опасных собаках. Симптомами могут быть: попытки спрятаться от собак, стресс, паника. Также, к кинофобии может быть генетическая предрасположенность, большему риску развития фобии также могут подвергаться люди с более чувствительным темпераментом.

## Кинофобия вМКБ
В МКБ-11 кинофобия отнесена к коду 6B03 – Специфические фобии. В МКБ-10 кинофобия относится к коду F40.2.

## Лечение

### Психотерапия
При наличии кинофобии, может быть эффективна когнитивно-поведенческая терапия. Формой когнитивно-поведенческой терапии также является экспозиционная терапия – встреча с объектом страха. В исследовании 2003 года, 82 человека, страдающих кинофобией, прошли экспозиционную терапию – показатели улучшения составили 73%.